# Żytowiecko
Żytowiecko (niem. Seide) – wieś w Polsce położona w województwie wielkopolskim, w powiecie gostyńskim, w gminie Poniec. Na południowy wschód od wsi przepływa Rów Polski (Kopanica), otoczony mokradłami.

## Historia
Wieś istniała przynajmniej w 1310 roku i należała do powiatu ponieckiego. Pierwszy kościół istniał przed 1446. W 1580 mieszkali tu m.in. Jakub Żytowiecki, Barbara Żytowiecka i Jakub Rakoszewski. Drewniany kościół został odnowiony staraniem Mikołaja Mycielskiego w poł. XVII wieku. Istniejący kościół z cegły wybudował w 1777 Maksymilian Mielżyński. Parafia należała do dekanatu krobskiego i w 1873 liczyła 1921 wiernych.
W okresie Wielkiego Księstwa Poznańskiego (1815-1848) miejscowość należała do wsi większych w ówczesnym pruskim powiecie Kröben (krobskim) w rejencji poznańskiej. Żytowiecko należało do okręgu krobskiego tego powiatu i stanowiło część majątku Rokosowo, którego właścicielem był wówczas (1846) Józef Mycielski. Według spisu urzędowego z 1837 roku wieś liczyła 445 mieszkańców, którzy zamieszkiwali 49 dymów (domostw).
Pod koniec XIX wieku w Żytowiecku była szkoła, a wieś liczyła 15 gospodarstw i 272 mieszkańców, z czego 9 ewangelików. Folwark Żytowiecko-Aleksandrowo podlegał właścicielom pobliskiego Grodziska. 
Wieś rycerska, własność  hrabiego Krzysztofa Mielżyńskiego, położona była w 1909 roku w powiecie gostyńskim rejencji poznańskiej w Wielkim Księstwie Poznańskim.
W latach 1975–1998 miejscowość administracyjnie należała do województwa leszczyńskiego.

## Zabytki i turystyka
W Żytowiecku znajdują się następujące zabytki wpisane na listę Narodowego Instytutu Dziedzictwa:
- późnobarokowy kościół parafialny pw. św. Stanisława, wybudowany w latach 1773-1777 przez Maksymiliana Mielżyńskiego, miejscowego dziedzica[5][6]
- brama w murze kościelnym z końca XVIII wieku
- organistówka z końca XVIII wieku
- spichlerz w zespole folwarcznym z 1857 roku

We wsi znajdował się też drewniany wiatrak-koźlak z 1713 roku.
Przez Żytowiecko przebiega znakowany czarny szlak pieszy z Pudliszek do Gostynia.